# Districtul Nicosia
Districtul Nicosia (greacă Λευκωσία, turcă Lefkoșa) este unul dintre cele șase districte ale Ciprului. Partea de nord este controlată de Republica Turcă a Ciprului de Nord. 
1. 1 2  https://web.archive.org/web/20180609163946/http://www.moi.gov.cy/moi/da/dadmin.nsf/dmlhistory_gr/dmlhistory_gr?OpenDocument Επαρχιακές Διοικήσεις Verificați valoarea |archive-url= (ajutor) (în greacă), arhivat din original la 9 iunie 2018, accesat în 9 iunie 2018
2. ↑  https://web.archive.org/web/20180826025629/http://www.moi.gov.cy/moi/da/dadmin.nsf/dmlpersonnelnic_gr/dmlpersonnelnic_gr?OpenDocument Προσωπικό - Επαρχιακή Διοίκηση Λευκωσίας Verificați valoarea |archive-url= (ajutor) (în greacă), arhivat din original la 16 august 2018, accesat în 16 august 2018
3. ↑  https://web.archive.org/web/20180816120211/http://www.moi.gov.cy/moi/da/dadmin.nsf/dmlpersonnelfam_gr/dmlpersonnelfam_gr?OpenDocument Προσωπικό - Επαρχιακή Διοίκηση Αμμοχώστου Verificați valoarea |archive-url= (ajutor) (în greacă), arhivat din original la 16 august 2018, accesat în 16 august 2018
4. ↑  ΤΑΞΙΝΟΜΗΣΗ ΓΙΑ ΤΟΝ ΒΑΘΜΟ ΑΣΤΙΚΟΠΟΙΗΣΗΣ ΣΤΗΝ ΚΥΠΡΟ (în greacă), Statistiki Ypiresia tis Kypriakis Dimokratias[*], 1 mai 2016, arhivat din original la 18 ianuarie 2018, accesat în 13 ianuarie 2018
5. ↑  CLASSIFICATION FOR THE DEGREE OF URBANISATION IN CYPRUS (în engleză), Statistiki Ypiresia tis Kypriakis Dimokratias[*], 1 mai 2016, arhivat din original la 18 ianuarie 2018, accesat în 13 ianuarie 2018